# 鄭潤成
郑润成（1892年—1934年1月），字子森，北京人，中華民國中將，黑龙江抗日救国军二旅旅长。

## 生平
1909年北京中山中学毕业，同年考入保定军官学校骑兵科第一期。1912年毕业后，历任奉系（後為东北军）黑龙江省步兵二旅参谋、副官长、团长等职。
1932年郑润成參加苏炳文于海拉尔成立的东北抗日救国军，经过数月浴血奋战，终因弹尽援绝，被迫由满洲里出境，进入苏联。
1933年3月在托木斯克的抗日军由苏联回国，将领决定绕道欧洲经上海回国，旅长苏炳文不能随部队进疆，所遗旅长一职由九团团长郑润成代理。于是郑润成率黑龙江抗日救国军全旅官兵二千四百余人回国，由塔城分批入境。同年三月二十日首批抗日军到达迪化，驻军东门。适逢4月12日由省归化军突然发动四一二政变，迫使新疆省主席金树仁出走塔城，并通电宣布下野。斯时各党政军机关团体在召开紧急会议，会上公推教育厅厅长刘文龙为临时主席，东北抗日救国军二旅旅长郑润成为临时军事委员会委员长。嗣盛世才回军迪化，趁郑润成坚辞临时军事委员会长职务之机，攫取督办宝座。
同年6月马仲英占领奇台后，得悉政变，趁势进窥省城，前军已到达距迪化只有六十余公里的阜康县境滋泥泉。盛世才遂亲率省军、归化军以及已到迪化的各抗日军部队前往禦敌。時為中將司令的郑润成调派孙庆麟步兵团以及学兵连等部随军。双方陈兵二万余人，展开激烈战斗。东北抗日自卫军刘万奎旅长组织敢死队四百人，奋勇冲杀，敌伤亡惨重。适因天气骤变，马仲英军衣着单薄，饥寒交迫，因而撤退。郑润成率队追击残敌至奇台，继而奉令急返迪化。9月，马仲英又犯省城。鄭潤成率全旅官兵与省在达坂城战斗，激战三天，先胜后败，全军溃退。是役仅东北抗日军伤亡达四百余人，水西沟一线刘万奎旅长阵亡。因抗日军均率先撤回迪化，引起盛世才的愤怒和怀疑。
东北抗日义勇军进疆部队总人数共为二万四千八百九十四人。盛世才為控制兵權，在东北抗日军中对中级军官进行分化瓦解活动，不久就拉拢若干中下级干部。同年11月23日，盛世才以召开军事会议为名，当场逮捕郑润成、杨耀钧、应占斌、苏国等十余抗日军主要将领，羁押在督办公署院内的特别监狱。同年底，马仲英围困迪化城时，盛世才为翦除隐患，将郑润成等于隔年一月杀在狱中，弃尸荒郊，尸骨难寻。